# Etzweiler

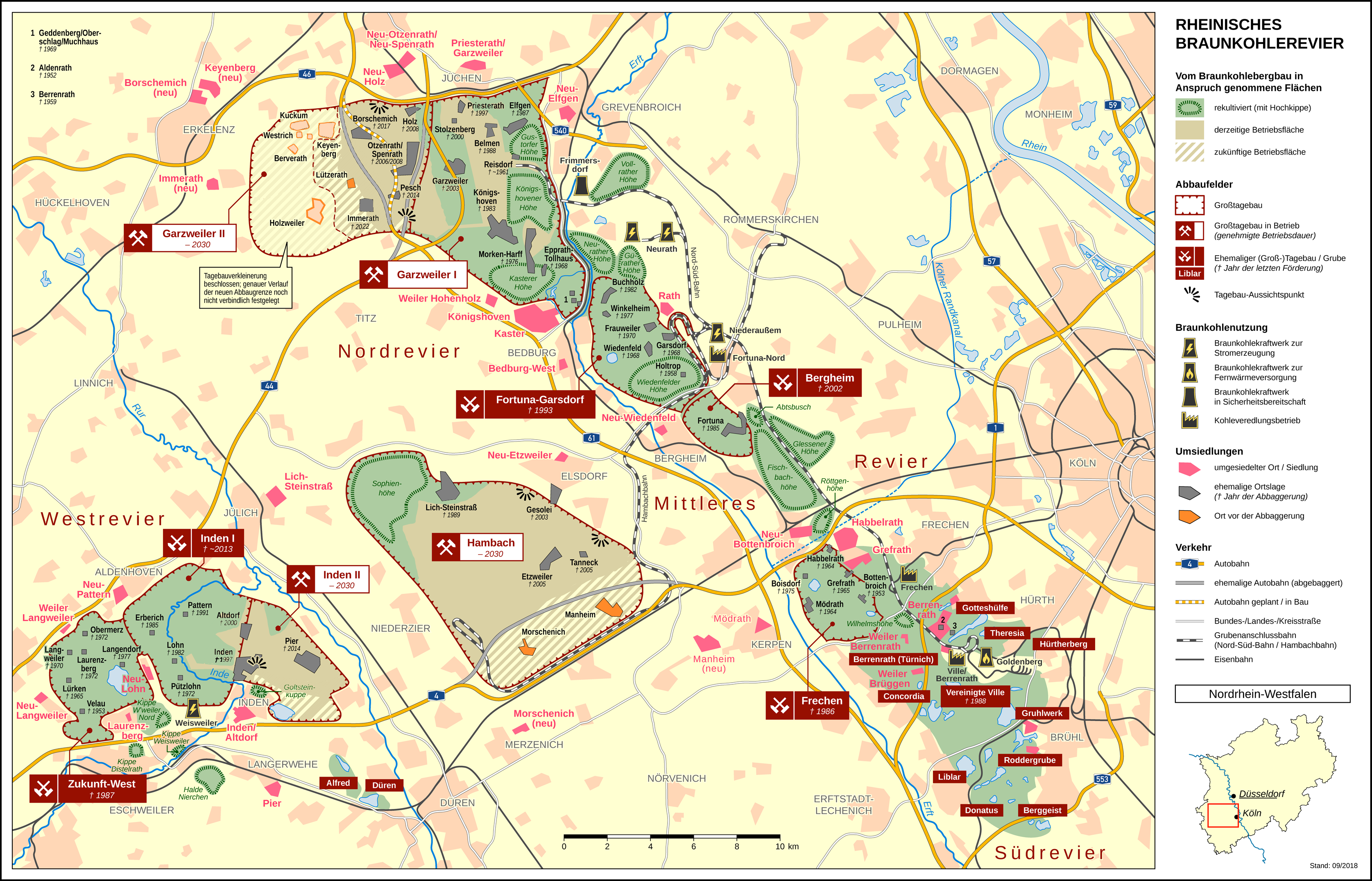
Lage des ehemaligen Ortes Etzweiler im Rheinischen Braunkohlerevier

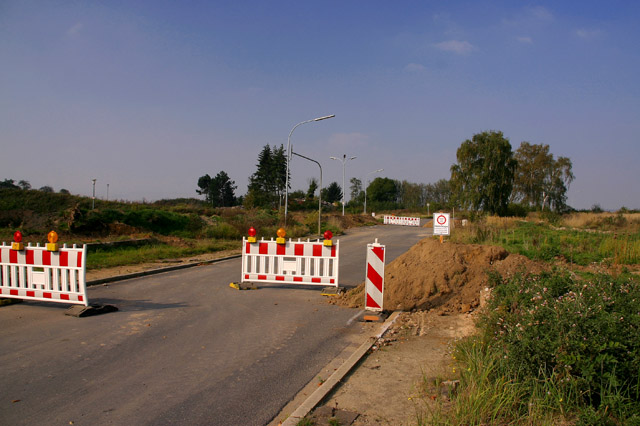
Sperrung der Zufahrt zu Etzweiler (alt)

Etzweiler war ein Ortsteil von Elsdorf im Rheinland. Es musste im Winter 2006 dem Braunkohle-Tagebau Hambach weichen. Die  zuletzt etwa 1000 Einwohner wurden im Zuge der Tagebauerweiterung durch RWE Power nach Neu-Etzweiler, nördlich von Elsdorf, umgesiedelt.

## Ehemalige Ortslage
Etzweiler lag an der Landesstraße 276 zwischen Elsdorf im Norden und Buir im Süden. Neben Elsdorf und Buir hatte Etzweiler noch folgende Nachbarorte: Giesendorf, Berrendorf-Wüllenrath, Tanneck und Manheim. Im Süden und Westen  erstreckte sich der Bürgewald, der zum größten Teil ebenfalls dem Tagebau Hambach zum Opfer fiel.

## Geschichte
Etzweiler wurde im Jahre 1141 das erste Mal urkundlich als „Liucart de Wilre“ erwähnt. Jedoch siedelten schon wesentlich früher Menschen an diesem Ort. So fand man bei Ausgrabungen einen Palisadenzaun, der auf eine Besiedlung um 100 v. Chr. hinweist.
Etzweiler gehörte auch zu den am Bürgewald beteiligten Gemeinden, die jährlich am Pfingstdienstag den Wachszins an die Pfarrkirche von Arnoldsweiler abliefern mussten. Die Wachszinsverpflichtung bestätigte Herzog Wilhelm I. von Jülich in einer Urkunde vom 18. März 1360. Erst Mitte des 19. Jahrhunderts wurde die Verpflichtung des Wachszinses aufgehoben. Die Etzweiler Bevölkerung musste eine Kerze von 2 Pfund abliefern. Der Legende nach geht die Beteiligung am Bürgewald auf den hl. Arnoldus zurück, der den Wald im 8. Jahrhundert umritten haben soll, und aufgrund einer Wette nach erfolgreicher Umrundung von Karl dem Großen geschenkt bekam. Anschließend verteilte Arnoldus den Wald an die umliegenden Gemeinden.
Im Mittelalter und in der frühen Neuzeit befand sich in Etzweiler auch ein Gerichtssitz. 1764 wird die erste Schule eröffnet, welche in den 1970er-Jahren geschlossen wurde, 1787 wird in Etzweiler die katholische Pfarrkirche St. Hubertus errichtet und 1794 wird Etzweiler, wie das gesamte Rheinland französisch. Im Jahre 1815 wird der Ort dann schließlich preußisch. Nachdem 1870 im Nachbarort Elsdorf durch  die Zuckerfabrik eröffnet wurde, suchten mehr und mehr Etzweiler dort eine Arbeit.
Somit hatte auch in Etzweiler die Industrialisierung Einzug genommen.
1971 wurde der Kindergarten gegründet.
Haus Etzweiler nahe dem Dorf war ein erst im 19. Jh. auf einer Rodung entstandener Gutshof aus Backsteinbauten in Alleinlage. Das große zweigeschossige Herrenhaus mit vier Ecktürmen und Treppengiebeln entstand 1870–72 nach Plänen des Architekten Julius Carl Raschdorff  für den Aachener Fabrikanten  Walter Matzerath. Matzerath starb auf Haus Etzweiler 1878. Von dessen Schwager. Valentin Pfeifer  erwarb der Ingenieur und Unternehmer Eugen Langen 1892 das Gut. Langen starb auf seinem Landsitz Haus Etzweiler 1895. Bis zum Verkauf an Rheinbraun verblieb der Hof in Familienbesitz.
Der Gutshof mit langen Wirtschaftsgebäuden schloss sich östlich an das Herrenhaus an, die Ostseite des Hofes schloss mit dem Wohnhaus des Verwalters ab. Durch den Baumeister Heinrich Wolff aus Elsdorf wurden zwischen 1875 und 1897 ein Anbau an das Herrenhaus und ein luxuriöser Pferdestall mit Kutscherwohnung in der Mitte des Wirtschaftshofes errichtet. Das Gärtnerhaus gegenüber der südlichen Zufahrt entstand 1913 nach Plänen des Architekten Paul Schultze-Naumburg. Zum Herrenhaus gehörte ein weitläufiger Park im englischen Stil. Auf einer Teichinsel befanden sich Gräber der Familie Langen. Eine Blickachse vom Herrenhaus hatte die Zuckerfabrik in Elsdorf als Point de Vue.
Im Jahre 1957 starteten die Planungen für den Tagebau Hambach und 1977 wurde dieser verbindlich. Von diesem Zeitpunkt an war das Ende der jahrhundertealten Geschichte von Etzweiler besiegelt.
Im Herbst 2006 wurden alle Zufahrtsstraßen nach Etzweiler gesperrt und mit Erdwällen blockiert.

## Trivia
Im Zustand der fast vollständigen Evakuierung wurden in den leerstehenden Gebäuden und Abschnitten des Ortes einige Folgen der Comedy-Serie „Was nicht passt, wird passend gemacht“ gedreht. Bereits zu Beginn des Jahres 2007 waren auch die letzten verbliebenen Spuren des Dorfes verwischt; heute wird dort Braunkohle gefördert.